# El Terrero, Delstaten Mexiko
El Terrero är en ort i Mexiko.   Den ligger i kommunen Tonatico och delstaten Mexiko, i den sydöstra delen av landet, 90 km sydväst om huvudstaden Mexico City. El Terrero ligger 1 621 meter över havet och antalet invånare är 1 273.
Terrängen runt El Terrero är kuperad. Runt El Terrero är det ganska tätbefolkat, med 120 invånare per kvadratkilometer. Närmaste större samhälle är San Gaspar Tonatico, 3,1 km nordväst om El Terrero. I omgivningarna runt El Terrero växer huvudsakligen savannskog.